# Beatrix von Bayern (1344–1359)

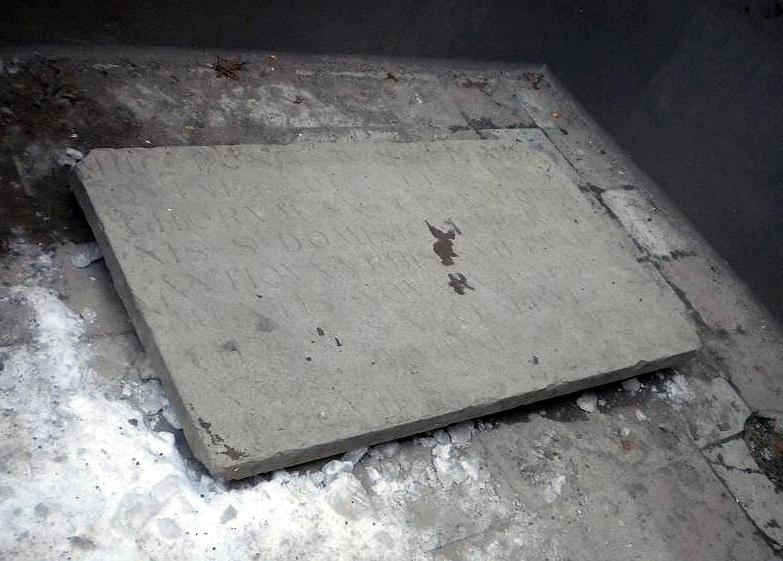
Erinnerungstafel im Dominikanerkloster in Stockholm

Beatrix von Bayern (* wohl 1344; † 25. Dezember 1359) war eine bayerische Prinzessin aus dem Hause Wittelsbach und als Ehefrau Eriks XII. Königin von Schweden.
Beatrix’ Eltern waren entweder der römisch-deutsche Kaiser Ludwig IV. und dessen zweite Ehefrau Margarete von Holland oder Ludwigs Sohn Ludwig V. und dessen erste Ehefrau Margarete von Dänemark. Im Dezember 1355 oder Frühjahr 1356 heiratete Beatrix vermutlich in Berlin den schwedischen Kronprinzen Erik XII. Magnusson.
Im Herbst 1356 erhob sich ihr Ehemann gegen seinen Vater Magnus II., der ihm 1357 einen Teil des Königreichs Schweden überließ. Beatrix war somit Königin von Schweden. Erik XII. starb jedoch bereits im Sommer 1359, wohl an der Pest; die schwangere Beatrix folgte ihm wenige Monate später.
Beatrix’ Grabstätte befindet sich im Dominikanerkloster in Stockholm.